# Pionerskaïa (métro de Saint-Pétersbourg)
Pour les articles homonymes, voir Pionerskaïa.
Pionerskaïa (en russe : Пионе́рская) est une station de la ligne 2 du Métro de Saint-Pétersbourg. Elle est située dans le raïon de Primorski à Saint-Pétersbourg en Russie.
Mise en service en 1982, elle est desservie par les rames de la ligne 2 du métro de Saint-Pétersbourg.

## Situation sur le réseau

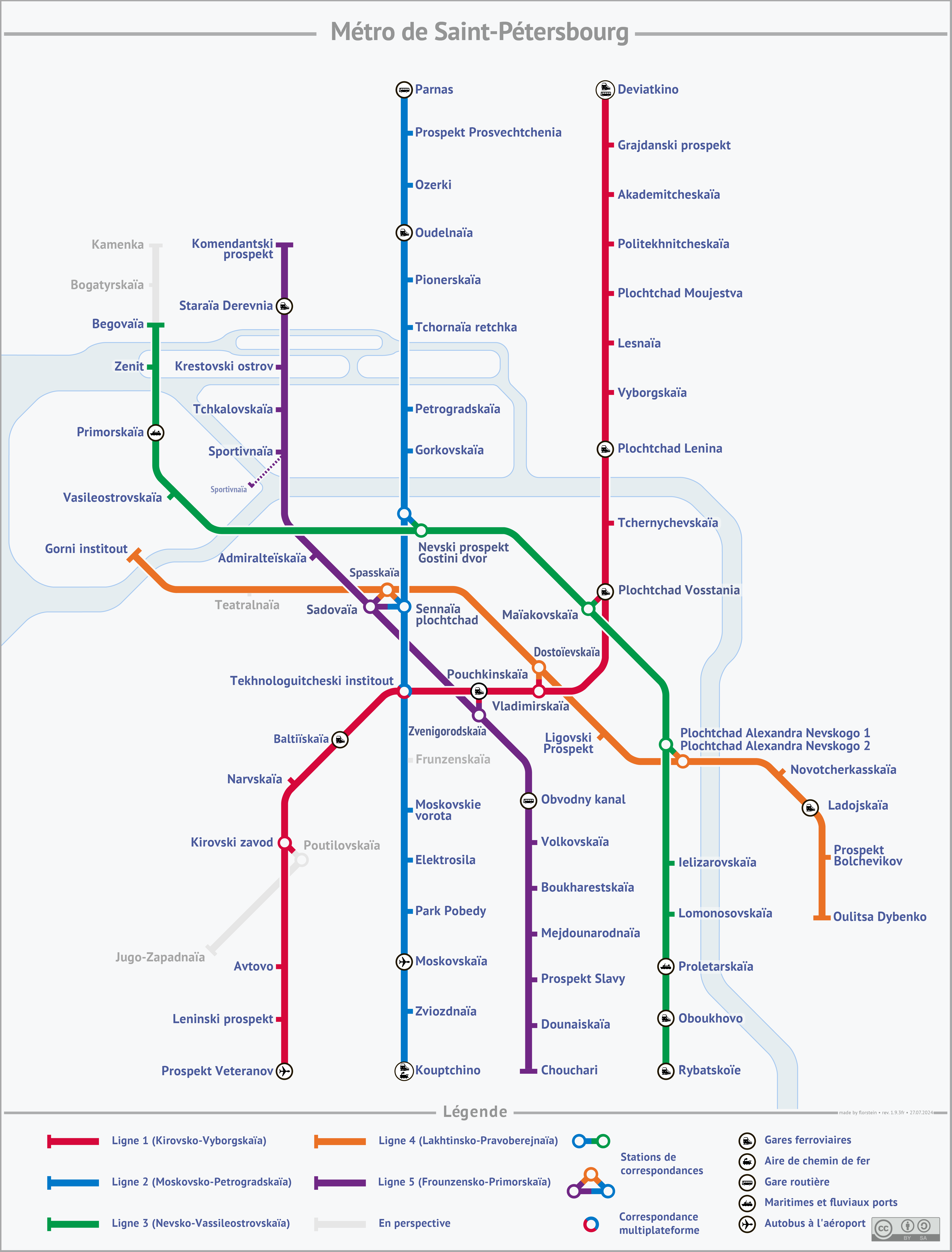
Plan du métro.

Établie en souterrain, à 67 mètres de profondeur, Oudelnaïa est une station de passage de la ligne 2 du métro de Saint-Pétersbourg. Elle est située entre la station Oudelnaïa, en direction du terminus nord Parnas, et la station Tchornaïa retchka, en direction du terminus sud Kouptchino.
La station dispose d'un quai central encadré par les deux voies de la ligne.

## Histoire
La station Pionerskaïa est mise en service le 4 novembre 1982, lors de l'ouverture à l'exploitation des 7,19 km de Petrogradskaïa au nouveau terminus Oudelnaïa,.

## Services aux voyageurs

### Accès et accueil
Elle dispose d'un bâtiment d'accès, situé en surface au sud de la station, en lien avec le quai par un tunnel en pente équipé de trois escaliers mécaniques et prolongé par un escalier fixe.

### Desserte
Oudelnaïa est desservie par les rames de la ligne 2 du métro de Saint-Pétersbourg.

Installations
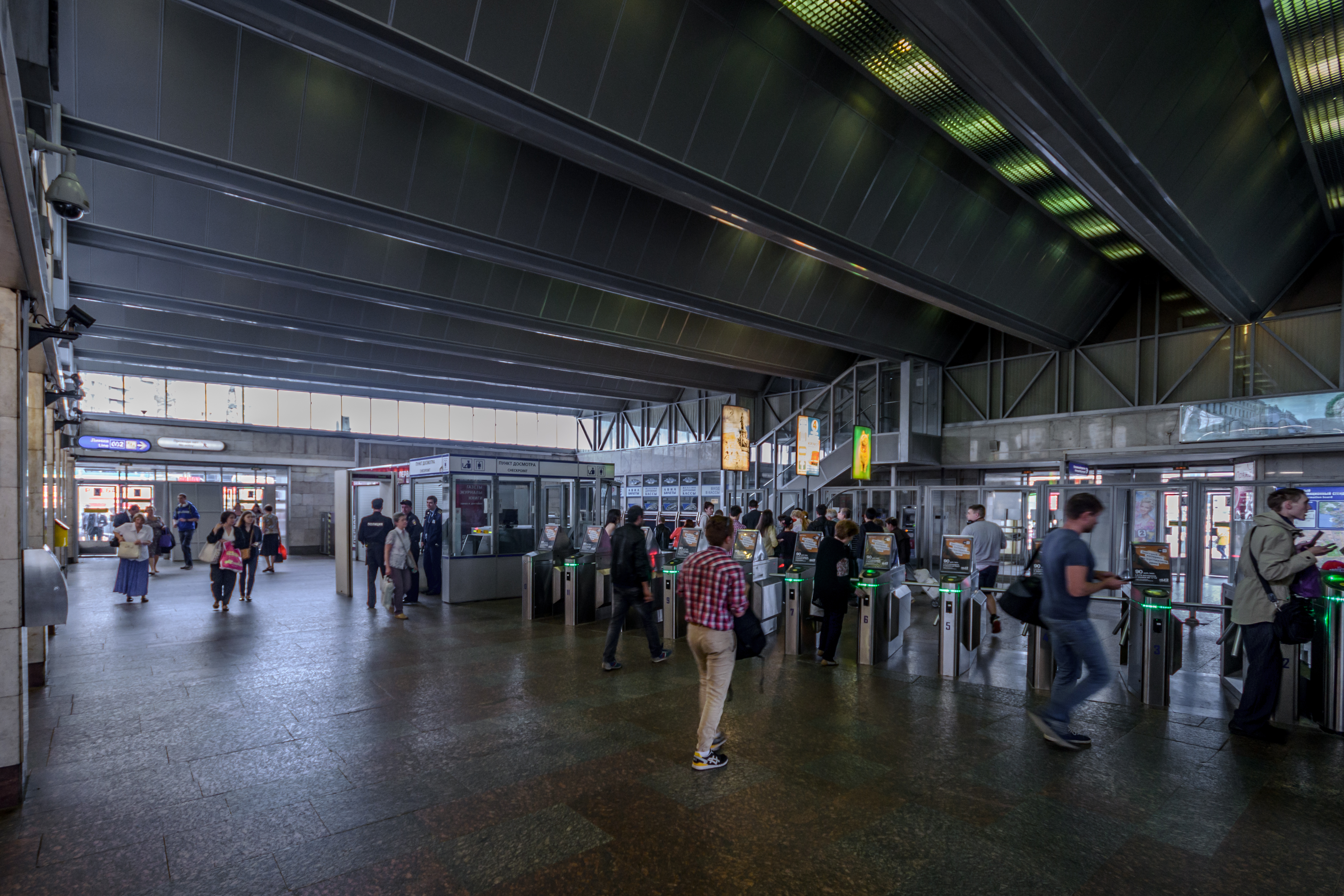
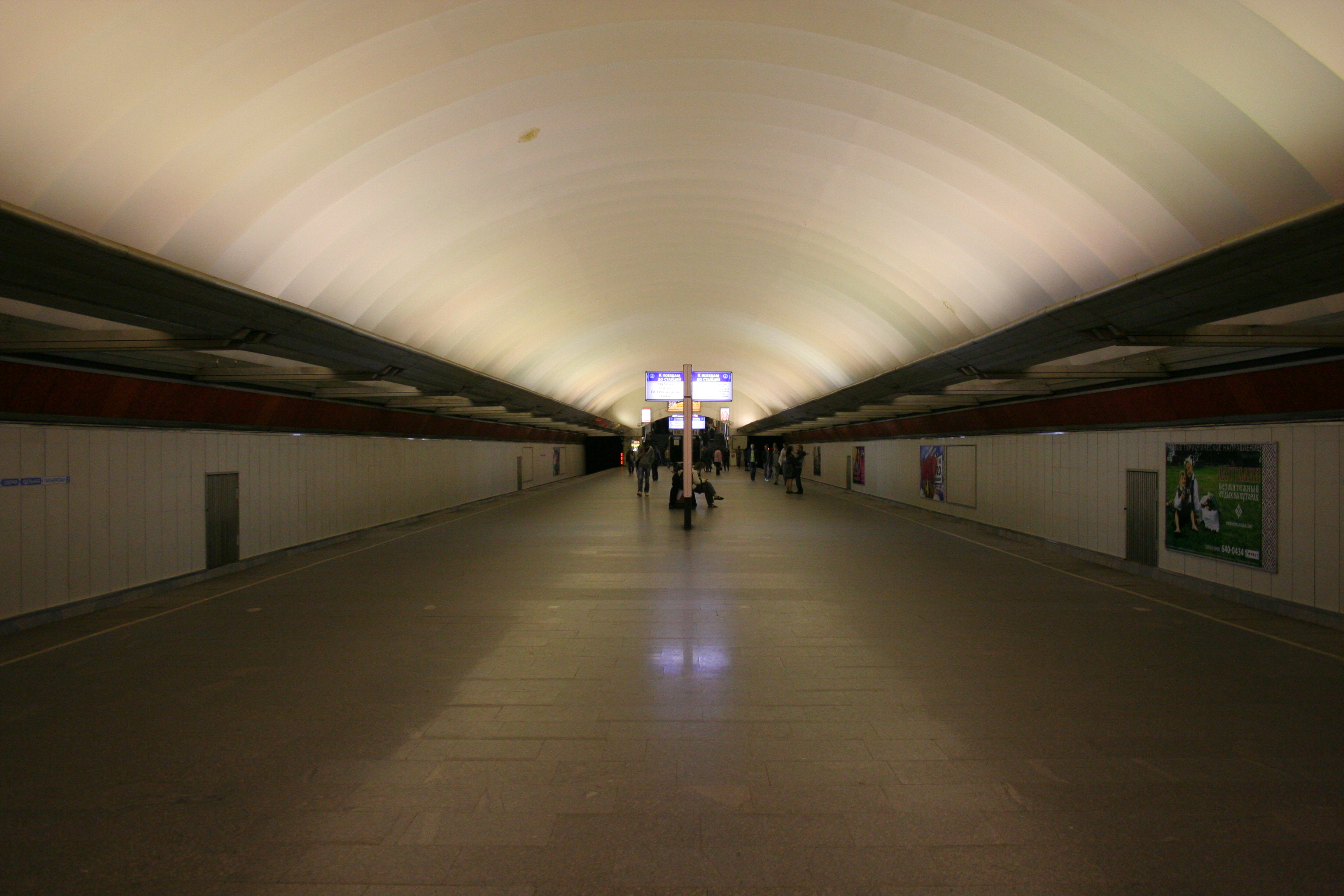
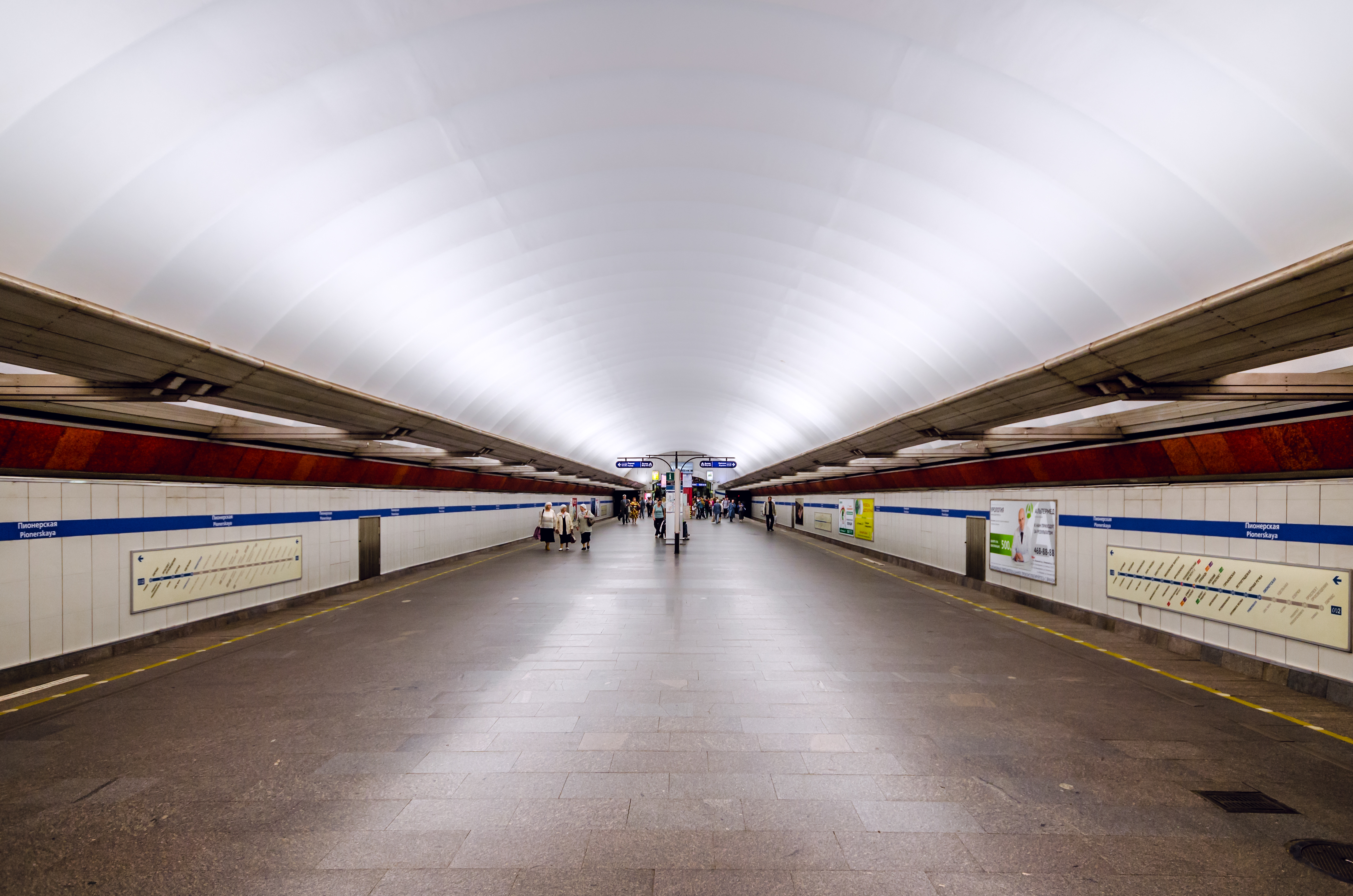

### Intermodalité
À proximité, une station du tramway de Saint-Pétersbourg est desservie par les lignes 47 et 55, des arrêts de bus sont desservis par plusieurs lignes.